# Cocos (Keeling) Islands Airport

i7
i11
i13
Der Cocos (Keeling) Islands Airport, auch Cocos Islands Aerodrome oder zu Deutsch Flughafen Kokosinsel, ist ein Flughafen auf den zu Australien gehörenden Kokosinseln.
Der Flughafen liegt auf der westlichsten und größten Insel der Inselgruppe, der West Island. Er ist der einzige Flughafen und der wichtigste Anschluss der Inselgruppe. Derzeit verbindet Virgin Australia den Flughafen mit der Weihnachtsinsel und Perth.
Er wurde von März bis Mai 1945 von den Alliierten als Militärpiste angelegt und 1946 nach Ende des Krieges wieder geschlossen. 1952 wurde er für den zivilen Luftverkehr wiedereröffnet. Qantas machte seinerzeit einen Zwischenstopp zum Betanken auf ihren Flügen von Australien über Südafrika nach Europa.
Die Royal Australian Air Force überlegt ihn zukünftig (Stand 2020) als vorgeschobene Operationsbasis für Aufklärungsflugzeuge zu nutzen.